# Miguel Saiz
Miguel Ángel Saiz (Montevideo, 17 de mayo de 1949-Buenos Aires, 22 de octubre de 2019) fue un político, abogado y cooperativista argentino de origen uruguayo, elegido en dos oportunidades como gobernador de la Provincia de Río Negro.

## Comienzos
Realizó sus estudios universitarios en la Universidad Nacional de Córdoba donde se recibió de abogado.
Fue Director del Registro Nacional de Crédito Prendario, Vicepresidente de la Caja Forense de Río Negro y presidente de la Cooperativa de Seguros Limitada Sancor Seguros.
Como miembro de la Unión Cívica Radical, en 1989 fue elegido concejal municipal en la ciudad de General Roca (Río Negro). En 1991 fue elegido intendente de su ciudad, resultando reelecto en 1995.
En 1999 fue elegido diputado provincial; en ejercicio de esa función fue presidente del bloque legislativo de la Alianza.
En 2003 fue elegido gobernador de la Provincia de Río Negro, y resultó reelegido para el cargo en 2007. El presidente Néstor Kirchner consideró apoyar a Saiz en 2007 en detrimento de su propio partido, pero decidió adoptar una posición neutral. Saiz fue parte del grupo de Radicales K que formaron la Concertación Plural, la cual apoyó el gobierno de Néstor Kirchner y la candidatura de Cristina Fernández de Kirchner.

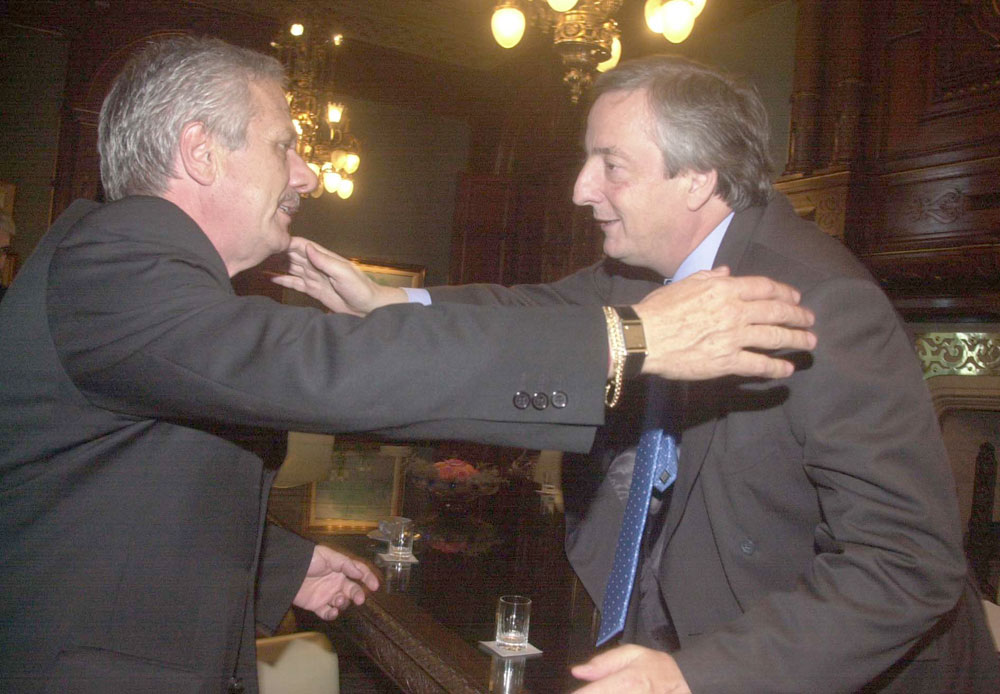
Saiz con Néstor Kirchner

## Gestión como gobernador

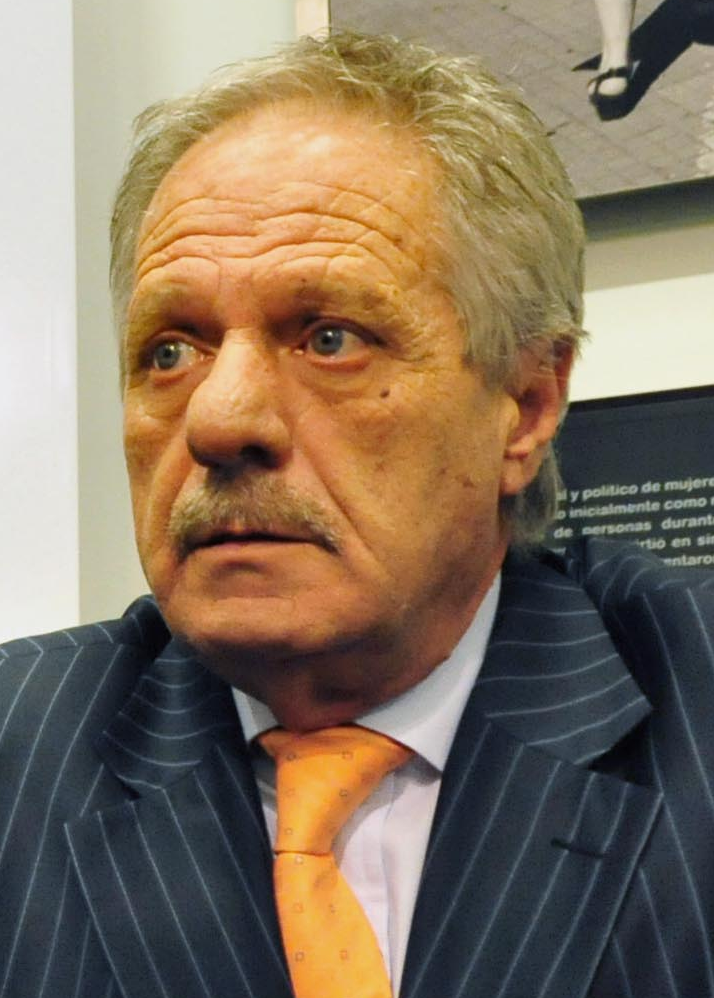
Saiz en su época de gobernador.

Saiz asumió en 2003 como Gobernador de Río Negro por el frente Concertación para el Desarrollo superando al peronista Carlos Soria. El gobierno de Saiz mantuvo el Tren patagónico funcionando, beneficiando así a toda la línea sur. El gobierno de Saiz fomentó la ciencia y la tecnología siendo el Estado provincial el principal dueño de INVAP con el 99% de la empresa. Además, se fomentó el turismo y se incentivó la educación construyendo alrededor de una escuela por mes. El Gobierno provincial a través del Ministerio de Educación implementó la reforma del nivel medio y fue la primera provincia del país en implementar la jornada extendida. Llevó a cabo el Programa para Erradicación de Villas, que se implementó en distintas localidades de la provincia, como San Carlos de Bariloche y Cipolletti, ejecutando 3758 mejoramientos habitacionales y 218 viviendas.
Debido a la presión popular, en su mandato se promulgó la Ley número 3981 que prohibía la utilización, almacenamiento y transporte de cianuro y mercurio en la provincia.
Tras ser reelecto en 2007, venciendo a Miguel Pichetto, habilitó el fracking en todo el territorio de la Provincia de Río Negro mediante el decreto 1.541.

## Últimos años y muerte
En las elecciones de 2013 Saiz le ganó la interna de precandidato a Senador Nacional por la provincia de Río Negro a Horacio Massaccesi y Fernando Chironi. En las elecciones generales resultó tercero detrás de Miguel Pichetto y Magdalena Odarda.
En 2016 fue condenado a seis meses de prisión en suspenso y doce años de inhabilitación por abuso de autoridad y violación de los deberes de funcionario público.
Miguel Saiz murió de una insuficiencia cardíaca el 22 de octubre de 2019, a los 70 años de edad, en Buenos Aires, donde había viajado para ver un partido de fútbol entre Boca Juniors y River Plate y atender reuniones políticas. Tras su fallecimiento el gobierno provincial de Río Negro decretó tres días de duelo.